# Dominic Longo
Dominic Longo (ur. 23 sierpnia 1970 w Hobart) – australijski piłkarz występujący na pozycji obrońcy.

## Kariera klubowa
Longo seniorską karierę rozpoczął w 1989 roku w zespole Blacktown City Demons z New South Wales Premier League. W 1990 roku przeszedł do St. George Saints z drugiej ligi stanu Nowa Południowa Walia. W 1991 roku trafił do Newcastle Breakers z National Soccer League. Spędził tam rok. W 1992 roku podpisał kontrakt z belgijskim Cercle Brugge z Eerste klasse. Przez 3 lata rozegrał tam 56 spotkań.
W 1995 roku Longo wrócił do Australii, gdzie został graczem klubu Marconi Stallions z NSL. Jego barwy reprezentował przez 9 lat. W tym czasie zagrał w 197 meczach i zdobył 4 bramki. W 2004 roku zakończył karierę.

## Kariera reprezentacyjna
W 1992 roku wraz z kadrą U-23 Longo wziął udział w Letnich Igrzyskach Olimpijskich, zakończonych przez Australię na 4. miejscu.
W pierwszej reprezentacji Australii zadebiutował 30 maja 1993 roku w wygranym 1:0 meczu eliminacji Mistrzostw Świata 1994 z Nową Zelandią. W 1998 roku wraz z zespołem zajął 2. miejsce w Pucharze Narodów Oceanii. W latach 1993–1998 w drużynie narodowej Longo rozegrał 8 spotkań.